# 馬宣
馬宣（？—1399年），籍貫不详，明朝政治人物。
其官至北京都指揮使。宋忠在进攻居庸关时，馬宣亦从薊州帥部队进攻北京。后问兵变，撤退。朱棣攻破懷來后，准备带兵南下。张玉进谏道：“薊州外接大寧，多騎士，不取恐為後患。”当时恰逢馬宣发兵进攻北平，兵败后与鎮撫曾濬一同退守蓟州。张玉进攻蓟州时，馬宣出战后被捉，骂不绝口，与曾濬一同被杀。